# Домінік Рейнс
Домінік Рейнс (англ. Dominic Rains, нар. 1 березня 1982, Тегеран, Іран) — ірансько-американський актор, найбільш відомий своїми ролями в фільмах: «Рейс 93» та  «Дівчина повертається сама вночі додому», а також доктора Крокетта Марселя в телесеріалі «Медики Чикаго» і Касіуса в п'ятому сезоні «Агенти Щ.И.Т.»

## Фільмографія
| Рік       |    | Українська назва                       | Оригінальна назва                   | Роль             |
| --------- | -- | -------------------------------------- | ----------------------------------- | ---------------- |
| 2003      | тф | Порятунок Джесіки Лінч                 | Saving Jessica Lynch                | Офіцер           |
| 2004—2005 | с  | LAX                                    | LAX                                 | Сайрус           |
| 2005      | с  | 24                                     | 24                                  | Наджі            |
| 2006      | ф  | Війна поета                            | Poet's War                          | Гамад            |
| 2006      | ф  | Граната                                | Grenade                             | Капралл Серрі    |
| 2006      | с  | Остання межа                           | E-Ring                              | Омар Аль Массаді |
| 2006      | тф | Рейс 93                                | Flight 93                           | Зіяд Джаррах     |
| 2006      | с  | Залицяння за Алексом                   | Courting Alex                       | Семмі            |
| 2006      | с  | Пов'язані                              | Related                             | Шахаб            |
| 2007      | с  | NCIS: Полювання на вбивць              | NCIS                                | Джамал Малік     |
| 2007      | тф | Останнє завдання                       | Sharpshooter                        | Айг              |
| 2007      | с  | Головний госпіталь                     | General Hospital                    | Леон Джуліан     |
| 2008      | тф | Останній підхід                        | Final Approach                      | Абу Карлін       |
| 2009—2010 | с  | Проблиски майбутнього                  | FlashForward                        | Хамір Дежан      |
| 2010      | ф  | Таквакори                              | The Taqwacores                      | Джихангір Табахі |
| 2011      | ф  | Джин                                   | Jinn                                | Шон Вокер        |
| 2012      | с  | Чорна мітка                            | Burn Notice                         | Шериф Дамур      |
| 2014      | с  | Управління гнівом                      | Anger Management                    | Махеш            |
| 2014      | ф  | Перший месник: Друга війна             | Captain America: The Winter Soldier | Інструктор       |
| 2014      | ф  | Дівчина повертається сама вночі додому | A Girl Walks Home Alone at Night    | Саїд             |
| 2016      | ф  | Палаюча країна                         | Burn Country                        | Осман            |
| 2016      | ф  | Чі і Т                                 | Chee and T                          | Ті               |
| 2017—2018 | с  | Агенти Щ.И.Т.                          | Agents of S.H.I.E.L.D.              | Касіус           |
| 2018      | ф  | Аксель                                 | A.X.L.                              | Ендрік           |
| 2019—2024 | с  | Медики Чикаго                          | Chicago Med                         | Крокет Марсель   |
| 2019—2024 | с  | Пожежники Чикаго                       | Chicago Fire                        | Крокет Марсель   |
| 2019      | с  | Поліція Чикаго                         | Chicago P.D                         | Крокет Марсель   |
| 2020      | с  | Оповідки з кільця                      | Tales from the Loop                 | Лукас            |
| 2020      | кф | Поверніть перемикач                    | Flip the Switch                     | Дон              |